# Zangser Kangri
Der Zangser Kangri (auch Zangser Kangri I) ist ein 6540 m hoher Berg im Norden der Tibetischen Hochfläche und ist der höchste Berg des zentralen Changthang.
Der im Regierungsbezirk Ngari gelegene Zangser Kangri bildet die höchste Erhebung einer gleichnamigen vergletscherten Berggruppe, die sich am östlichen Seeufer des Burog Co erhebt.

## Besteigungsgeschichte
Am 6. Juli 1997 gelang den beiden Deutschen Frank Kauper und Stefan Simmerer die Erstbesteigung des Zangser Kangri über den Südostgrat.